# Sonate pour flûte (BWV 1033)

La Sonate en do majeur BWV 1033 pour flûte et basse continue (peut-être de Johann Sebastian Bach) comprend quatre mouvements :
- Andante – Presto
- Allegro
- Adagio
- Menuet 1 – Menuet 2

La basse continue peut être assurée par plusieurs instruments. Dans l'intégrale des enregistrements de Bach par exemple, Stephen Preston chez Brilliant Classics (d'abord enregistré par CRD UK) est accompagné d'un clavecin et d'une viole de gambe tandis que sur Hänssler Classic Jean-Claude Gérard est accompagné d'un piano et d'un basson.
Il s'agit d'une des sonates pour flûte dont il n'est pas sûr que Bach soit l'auteur (peut-être son fils Carl Philipp Emmanuel Bach). Les deux premiers mouvements ne paraissent pas aussi mûrs que dans d'autres sonates pour flûte ce qui peut indiquer qu'un compositeur moins expérimenté ait écrit cette pièce ou que Bach s'essaya dans un genre qui était encore nouveau pour lui.